# Syr-Darja (provins)
Syr-Darja (Uzbekiska: Sirdaryo viloyati / Сирдарё вилояти) är en viloyat (provins) i Uzbekistan. Den gränsar till Kazakstan och Tadzjikistan  samt provinserna Tasjkent och Dzjizzach.
Provinsen hade år 2005 uppskattningsvis 648 000 invånare och en yta på 5 100 km². Huvudorten är Guliston

## Distrikt
Provinsen är indelad i 9 administrativa tuman (distrikt):
- Oqoltin
- Boyovut
- Guliston
- Xovos
- Mehnatobod
- Mirzaobod
- Sayxunobod
- Sharof Rashidov
- Sirdaryo